# بیت دگان
بیت دگان (به لاتین: Beit Dagan) یک منطقهٔ مسکونی در اسرائیل است که در center واقع شده‌است.